# IOS 9
iOS 9 er et styresystem til iPhone, iPad og iPod touch. iOS 9 blev lanceret for udviklere den 2. juni 2015 og for alle iOS-brugere i september 2015.
Af nyheder i iOS 9 kan nævnes:
Noter
- Det er nu muligt at optage tale og få teksten skrevet (smart for ordblinde etc.)
- Tilføj noter direkte fra den app, man er i
- Tegn det, du tænke i Noter

Apple's Kort-program
Opdateret
iCloud Drive
Med den nye iCloud Drive-app, der er indbygget i iOS 9, har man adgang til alle de filer, man gemmer i iCloud, fra ét sted: Sin hjemmeskærm.
iPad split skærm / Multitasking
Slide Over, Split View og Billede i billede giver nye muligheder for multitasking på iPad-en.
FaceTime
Billede i billede
QuickType
Adgang til de nye genveje.
Siri
Mere intelligent søgning.